# El Chacal (cantante)
Ramón Lavado Martínez (La Habana; 8 de febrero de 1986), más conocido por su nombre artístico El Chacal, es un cantante y rapero cubano, conocido por su gran versatilidad musical, destacándose en varios géneros musicales como solista, como dúo con otro artista conocido como Yakarta y en varias colaboraciones internacionales.

## Biografía
Nació en La Habana, Cuba. En 2003, fundó su propia banda musical llamada Los Chavos, la cual experimentó un modesto reconocimiento que posteriormente le permitió ser contactado por el productor musical Baby Lores. Este último lo invitó a unirse al grupo Clan 537, que formaba parte de la empresa Benny Moré. Durante su tiempo en ese grupo, trabajó durante seis meses, logrando grabar tres producciones discográficas y realizando más de 500 presentaciones en toda Cuba. Además, colaboró con otros cantantes cubanos como Eddy K y Yulien Oviedo.
En 2009, dio inicio a su carrera como solista y firmó un contrato discográfico con la compañía Hitow Entertainment. Bajo este sello, lanzó su primer álbum de estudio titulado Reporte. Dos años después, presentó su segundo material discográfico, llamado El Clave, el cual lo consolidó como un destacado cantante dentro del movimiento Cubatón.

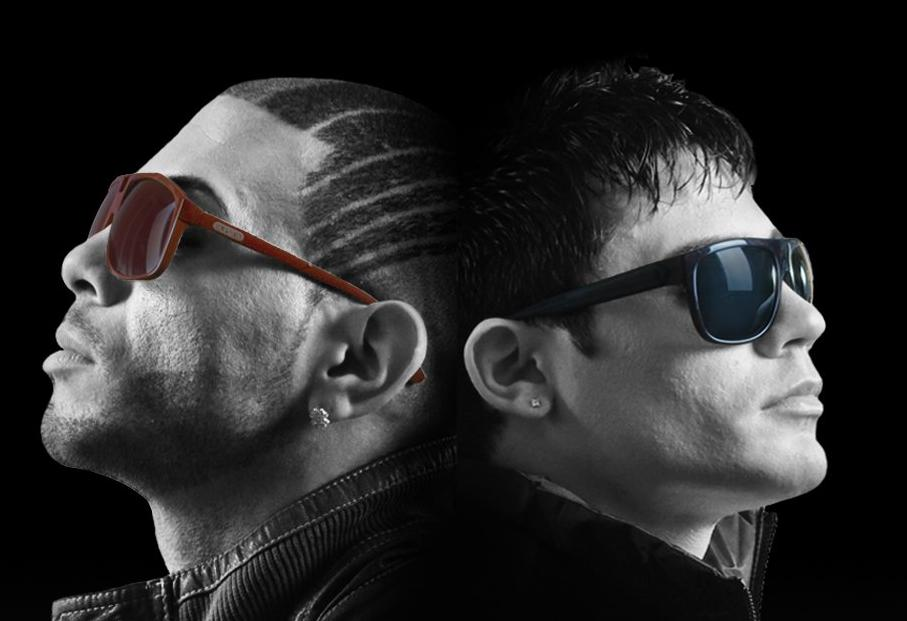
Chacal & Yakarta

Posteriormente a esto formó junto a otro cantante cubano de nombre Javier Prieto Cedeño el dúo Chacal & Yakarta, los cuáles cosecharon múltiples éxitos tanto a nivel nacional como internacional, su popularidad incluso los llevó a realizar una gira en los Estados Unidos en el año 2013, también realizaron giras por Europa. Entre sus éxitos más destacados se puede mencionar "Besito Con Lengua", "Señora", "El Tubazo" entre muchos otros. El dúo se disolvió porque ambos decidieron seguir destinos diferentes.
En 2016 de vuelta como solista participó en la colaboración en el sencillo «Ay mi Dios» junto a I Am Chino, Yandel y Pitbull. El sencillo se ubicó en los primeros puestos de las principales listas de Billboard como lo fueron #1 en Tropical Airplay por 13 semanas, #1 en Latin Rhythm Airplay por 37 semanas, y #9 en Hot Latin Songs por 26 semanas. El 2 de diciembre de es mismo año estrenó su álbum de estudio denominado Los éxitos (Lo nuevo y lo mejor) que se ubicó en el puesto 27 de la lista Top Latin Albums por una semana.
En 2017 fue ganador de un Premio Lo Nuestro en la categoría de Colaboración del Año - Urban y recibió una nominación a un premio iHeartRadio Music Awards por el sencillo «Ay mi Dios», Colaboro con Eliel en Mi Corazón es Tuyo, además de tener otros éxitos internacionales.

## Discografía

### Álbumes de estudio
- 2010: El Clave (Solista)
- 2011: La Masacre Musical (Chacal & Yakarta)
- 2012: El Harakiri Vol. 1 (Chacal & Yakarta)
- 2012: El Harakiri Vol. 2 (Chacal & Yakarta)
- 2013: Pretty + Full Akanch (Chacal & Yakarta)
- 2014: Party Full Nasty (Chacal & Yakarta)
- 2015: Noctámbulos (Chacal & Yakarta)
- 2016: Calentón
- 2016: Los éxitos (Lo nuevo y lo mejor)
- 2020: EDDLF (El Demonio De La Fama)

## Premios y nominaciones
| Año  | Premio                  | Galardón                             | Nominación                                  | Resultado | Ref.  |
| ---- | ----------------------- | ------------------------------------ | ------------------------------------------- | --------- | ----- |
| 2017 | Premio Lo Nuestro       | Colaboración del Año - Urban         | Ay mi Dios (ft. IamChino, Yandel y Pitbull) | Ganador   | [ 8 ] |
| 2017 | iHeartRadio Music Award | Latin pop/reggaeton song of the year | Ay mi Dios (ft. IamChino, Yandel y Pitbull) | Nominado  | [ 9 ] |